# La Pénitence de saint Jean Chrysostome
La Pénitence de saint Jean Chrysostome est une gravure sur cuivre au burin réalisée en 1509 par l'artiste de la Renaissance allemande Lucas Cranach l'Ancien (1472-1553).

## Iconographie
L'influence d'Albrecht Dürer est nettement perceptible dans La Pénitence de saint Jean Chrysostome, l'un des rares cuivres de Cranach, qui renvoie à l'œuvre que Dürer a gravée une décennie plus tôt, vers 1497, La Pénitence de saint Chrysostome. Dürer est l'un des premiers à représenter cet épisode étrange de la vie du Père de l'Église où, d'après une légende popularisée à la fin du Moyen Âge, Jean Chrysostome fait pénitence dans le désert, rampant nu à quatre pattes, après avoir séduit une princesse.

## Analyse
La position de la femme nue évoque la figure féminine du Monstre marin de Dürer. Sans être indifférent au défi posé par la représentation des corps nus, Lucas Cranach ne suit pas totalement Dürer dans sa quête des proportions idéales. En revanche, il semble vouloir rivaliser avec lui dans le domaine de la représentation de la nature, où Dürer excelle. Alors que ce dernier inscrit l'épisode de jean Chrysostome dans un paysage minéral, Cranach donne à la nature environnante un caractère sauvage et luxuriant. Il ajoute également plusieurs animaux disposés au premier plan, un paon, une biche et un cerf qui évoque celui du Saint Eustache (Dürer).
Lucas Cranach reprend ici une iconographie peu répandue introduite par Dürer qui relègue à l'arrière-plan la figure du saint pour mettre en exergue le nu féminin.
Lucas Cranach, qui avait pour habitude d'accompagner les membres de la cour de Wittemberg lors des grandes chasses, montre ici toute sa virtuosité dans la représentation du monde animal et de la nature à l'état sauvage. Ses animaux semblent tout droit sortis des forêts giboyeuses de Saxe, alors que ceux de Dürer sont davantage empreints d'une sérénité classicisante.